# Molophilus perluteolus
Molophilus perluteolus là một loài ruồi trong họ Limoniidae. Chúng phân bố ở miền Australasia.